# Katrín Sigurdardóttir
Katrín Sigurdardóttir (nacida en 1967 en Reykjavík, Islandia) es una artista radicada en Nueva York que trabaja en instalación y escultura. Katrin estudió en el Colegio de Artes y Oficios de Islandia, en Reykjavík y recibió un BFA del Instituto de Arte de San Francisco y su MFA de la Escuela de Artes Mason Gross, de la Universidad de Rutgers. Su campo de creación es el de estructuras complejas construidas en escenarios expositivos pero no usadas como arquitectura funcional. Conceptualmente, su trabajo refleja problemas de intimidad y memoria en espacios construidos, recreaciones históricas y cambios de escala desorientadores. Su trabajo ha sido expuesto en el Pabellón de Islandia de 2013 de la 55.ª Bienal de Venecia, la 33.ª Bienal de São Paulo, en 2018, el Museo Metropolitano de Arte de Nueva York, el Centro de Escultura, y el Centro de Arte Contemporáneo PS1.

## Carrera
Katrín creció en Reykjavík en una casa adosada construida por su familia. Se mudó a los EE. UU. para estudiar en el Instituto de Arte de San Francisco, del cual recibió un BFA, y luego se instaló en la ciudad de Nueva York. Es muy reconocida entre los artistas islandeses, particularmente por la variedad y calidad de sus esculturas e instalaciones que tienen una sólida base conceptual.
Su pieza "Foundation" ocupó un lugar destacado en el pabellón de Islandia en la Bienal de Venecia. Desde entonces, se ha expuesto en muchos lugares, incluido el Sculpture Center de Nueva York. Karen Rosenberg, en el New York Times, escribe: "Con 'Foundation', Sigurdardottir también se está adentrando más en las artes decorativas, abandonando las piezas completamente blancas ejemplificadas por su conjunto de instalaciones de 2010 en las salas de época del Museo Metropolitano. En lugar de construir modelos fantasmales que se basan en la arquitectura existente, está haciendo algo que parece históricamente auténtico (al menos para el observador casual) y está impregnado de trabajo artesanal".

## Premios y Becas
- 2016 Premio Harker de estudios interdisciplinares
- Premio Capital Creativo 2015
- 2013 Premio Richard Serra, Galería Nacional de Arte, Reikiavik
- 2011 Ateliers des Arques, Les Arques, Francia. Residencia de artistas.
- 2007 Departamento de Cultura de Islandia: Beca Nacional de Artistas (´12, '07, '05, '02, '00 y '97)
- 2005 Premio Bienal Louis Comfort Tiffany
- Beca de la Fundación Rema Hort, Nueva York
- 2004-3 Consejo de Cultura del Bajo Manhattan, Residencia del Edificio Woolworth, Nueva York
- 2003 Art OMI International Artists Colony, Gante, Nueva York
- Premio de arte Carnegie 2002 - Finalista
- 2001 Comité Nórdico de Arte y Diseño: Residencia en NACD, Noruega ('07 y '99)
- 2000 Premio en memoria de Gudmunda Kristinsdóttir, Museo de Arte de Reykjavik
- El Instituto Nórdico de Arte Contemporáneo: Residencia NIFCA, Riga, Letonia[5]